# Sainte-Magnance
Sainte-Magnance ist eine französische Gemeinde mit 480 Einwohnern (Stand: 1. Januar 2022) im Département Yonne in der Region Bourgogne-Franche-Comté; sie gehört zum Arrondissement Avallon und zum Kanton Chablis.

## Geographie
Sainte-Magnance liegt etwa 53 Kilometer südöstlich von Auxerre und etwa 13 Kilometer nordsüdöstlich von Avallon im Regionalen Naturparks Morvan am Rand des Morvan. Die Gemeinde befindet sich am südöstlichen Rand des Départements an der Grenze zum benachbarten Département Côte-d’Or.
Im Nordosten des Gemeindegebiets markiert das Flüsschen Ru des Bas abschnittsweise eine natürliche Grenze zur östlichen Nachbargemeinde Vieux-Château. Er ist ein Zufluss des Serein ebenso wie das Flüsschen Ruisseau de Touchebœuf, das auf dem Gemeindegebiet entspringt. Der Ru de la Prée durchquert das Gebiet der Gemeinde von Ost nach West einschließlich des Ortszentrums. Er mündet in die Romanée, die ebenfalls die Gemeinde auf einem kurzen Abschnitt durchquert.
Umgeben wird Sainte-Magnance von den Nachbargemeinden Saint-André-en-Terre-Plaine im Norden, Sauvigny-le-Beuréal im Norden und Nordosten, Vieux-Château (Côte-d’Or) im Osten und Nordosten, Sincey-lès-Rouvray (Côte-d’Or) im Südosten, Rouvray (Côte-d’Or) im Süden, Bussières im Süden und Südwesten, Saint-Brancher im Westen und Südwesten sowie Cussy-les-Forges im Westen und Nordwesten.
Durch die Gemeinde führt die frühere Route nationale 6 (heutige D606).

## Bevölkerungsentwicklung

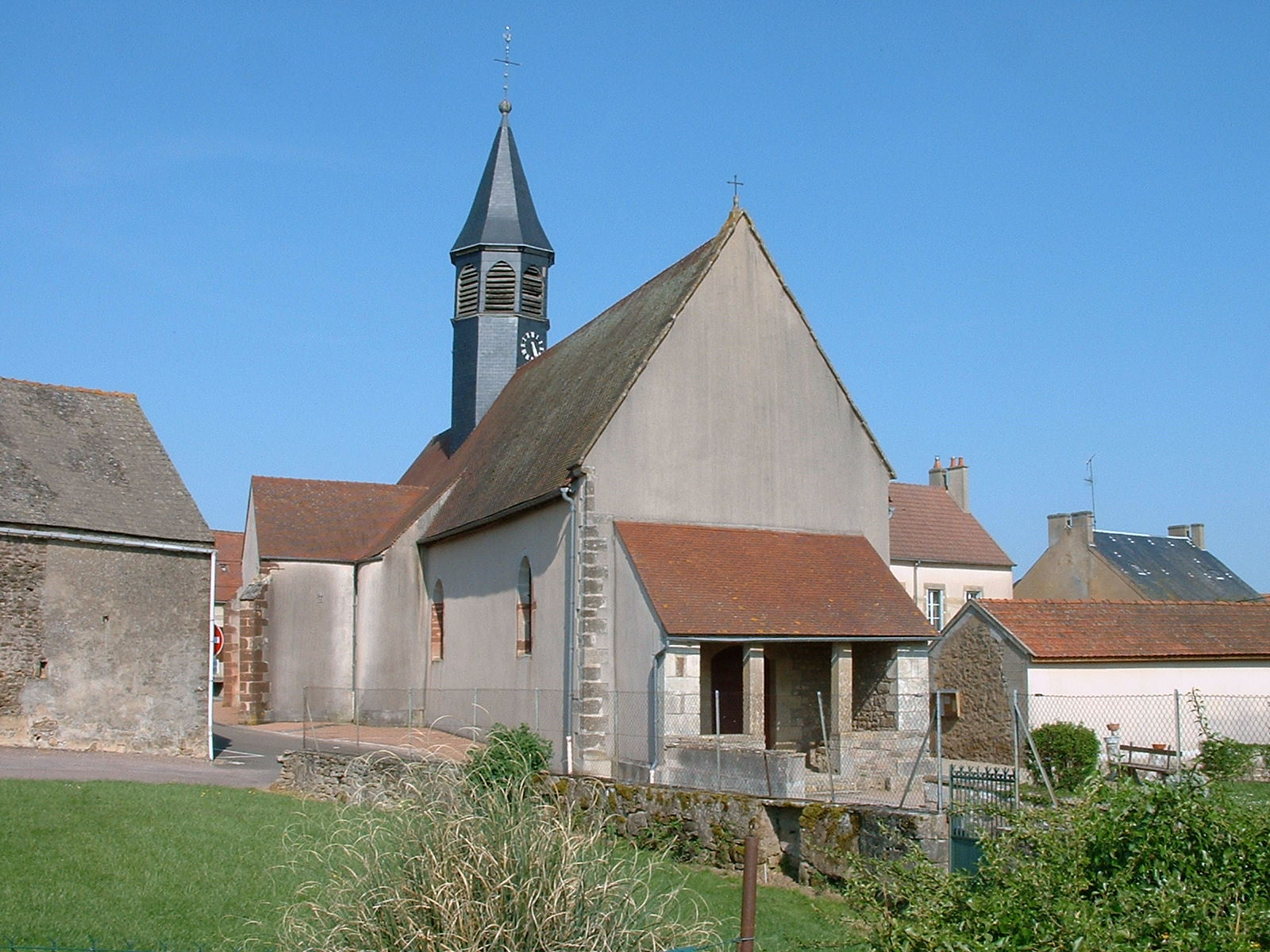
Pfarrkirche Sainte-Magnance

| Jahr                       | 1962 | 1968 | 1975 | 1982 | 1990 | 1999 | 2006 | 2013 | 2020 |
| Einwohner                  | 374  | 364  | 355  | 336  | 325  | 353  | 373  | 457  | 478  |
| Quellen: Cassini und INSEE |      |      |      |      |      |      |      |      |      |

## Sehenswürdigkeiten
- Pfarrkirche Sainte-Magnance mit Ursprüngen aus dem 12. Jahrhundert als Prioratskirche der Abtei Moutiers-Saint-Jean, im Laufe des frühen 16. Jahrhunderts neu gebaut. Die Kirche birgt zahlreiche Ausstattungsgegenstände, die in der Base Palissy gelistet sind.
- Kirche Sainte-Catherine im Ortsteil Touchebœuf mit Ursprüngen aus dem Mittelalter wurde 1860 neu gebaut, nachdem der Vorgängerbau zerfallen war
- Kapelle Saint-Grégoire aus dem 18. Jahrhundert in der Nähe eines Brunnens gleichen Namens, der Ziel einer jährlichen Wallfahrt am 12. März war, dem Fest des Heiligen Gregor des Großen, zur Bekämpfung von Epidemien, die das Vieh bedrohten.
- Schloss Jacquard aus dem 15. Jahrhundert, seit 1931 als Monument historique eingeschrieben

## Persönlichkeiten
- Junie Astor (1911–1967), französische Schauspielerin, verstorben in Sainte-Magnance